# Henry Fa’arodo
Henry Samuel Luito’o Fa’arodo Junior (* 5. Oktober 1982 in Honiara, Salomonen), bekannt unter dem Kurznamen Henry Fa’arodo, ist ein salomonischer Fußballspieler. Er ist Stürmer und Mittelfeldspieler.
Fa’arodo spielte zuletzt für den neuseeländischen Verein Team Wellington. Zuvor war bei mehreren anderen australischen Vereinen, darunter beim Spitzenverein Perth Glory, unter Vertrag. Er ist einer der bislang wenigen Salomoner, die professionell Fußball spielen oder spielten.
Außerdem war Fa’arodo als Mannschaftskapitän in der salomonischen Fußballnationalmannschaft aktiv.
Im Herbst 2015 beendete er seine Spielerkarriere in Neuseeland. Ein Engagement im Heimatland schloss er jedoch nicht aus. Dort arbeitete er zwischenzeitlich für den nationalen Fußballverband. Zur Saison 2019/20 übernahm er den salomonischen Rekordmeister Solomon Warriors FC als Trainer und gewann mit ihnen in seiner ersten Saison die nationale Meisterschaft. 2020 schloss er sich dem neuseeländischen Erstligisten Hamilton Wanderers an, im Alter von 37 erneut als Spieler.